# Clayton (Indiana)
Clayton è un comune degli Stati Uniti d'America, situato nello Stato dell'Indiana, nella contea di Hendricks.